# Selectchemie
Die Selectchemie mit Sitz in Zürich ist eine international tätige Schweizer Firma. Ihre Aktivitäten liegen in den Bereichen des Handels mit Rohstoffen für die Pharma- und Nahrungsmittelindustrie sowie der Entwicklung generischer Fertigarzneimittel (FDF, Finished Dosage Forms). Das Unternehmen wurde 1969 gegründet und verfügt in Europa, Asien und Südamerika über rund 15 Standorte. Die Selectchemie beschäftigt weltweit rund 120 Mitarbeitende, davon 75 am Hauptsitz in Zürich.

## Tätigkeitsgebiet
Die Selectchemie ist in den Geschäftsbereichen Pharma, Nutrition und FDF tätig und bietet zudem technische, wissenschaftliche, regulatorische und kaufmännische Dienstleistungen rund um die vertriebenen Produkte an. Zum Portfolio der Selectchemie gehören pharmazeutische Wirkstoffe (APIs, Active Pharmaceutical Ingredients) und Hilfsstoffe (Excipients) für die Arzneimittel- und Kosmetikindustrie sowie Inhaltsstoffe für Nahrungs- und Nahrungsergänzungsmittel. Als sogenanntes Dossierhaus finanziert, plant und leitet die Selectchemie den gesamten Prozess der Entwicklung, Herstellung und Vermarktung generischer Fertigarzneimittel (FDF), wobei sie mit verschiedenen externen Stakeholdern zusammenarbeitet. Die Dossiers werden weltweit an Generikafirmen auslizenziert, welche die Fertigarzneimittel im Markt vertreiben.